# Tur (Xanamé)
Tur (em persa: تور) é um personagem do épico persa Xanamé. Ele é o segundo filho do lendário rei iraniano Feredum e irmão de Salme e Iraje. Seu nome, que significa "bravo", foi dado a ele por seu pai quando o jovem príncipe luta bravamente contra o dragão que o atacou e seus irmãos. Quando Feredum divide seu império entre seus filhos, ele dá o Turquistão e a China a seu segundo filho Tur. Este é o início dos turanianos, o vizinho e rival dos iranianos. Alguns dos personagens mais importantes de Xanamé, como Afrassíabe, são seus descendentes. Ele foi morto por Manuchir.